# Teoria constructală
Teoria (sau legea) constructală este o teorie în fizică ce privește evoluția designului aparent, adică configurații, modele și geometrie, în natură. Evoluția designului natural și teoria constructală unesc toate sistemele, însuflețite și neînsuflețite. Pentru a evolua, sistemul trebuie să aibă libertatea de a se transforma. 
Teoria constructală a fost definită de Adrian Bejan în anul 1996 după cum urmează: "Pentru ca un sistem de dimensiuni finite să persiste în timp (să trăiască), el trebuie să evolueze astfel încât să ofere un acces mai ușor la curenții impuși care trec prin el.
Teoria constructală a fost concepută pentru a descrie tendința naturală a sistemelor de flux (de exemplu: râuri, arbori și ramuri, și formele construite) pentru a genera și a dezvolta structuri care cresc accesul la flux.

## Introducere
« Constructal » este un cuvânt inventat de Adrian Bejan, de la verbul latin construere (a construi), pentru a desemna, din punctul de vedere al teoriei, forme optimizate în mod natural în timp, precum bazinele hidrografice și arborii, dar și formele ingenioase care rezultă dintr-un proces evolutiv de maximizare a accesului la flux în timp.
Teoria constructală a fost propusă ca un rezumat al tuturor fenomenelor de generare și evoluție a designului în natură, bio și non-bio. Teoria constructivă reprezintă trei pași spre a face "designul în natură" un concept și un domeniu bazat pe lege în știință:
1. Viața este flux: toate sistemele de flux cu libertatea de a transforma sunt sisteme vii, însuflețite și neînsuflețite.[2]
2. Generarea și evoluția designului este un fenomen al fizicii.[9]
3. Proiectele au tendința universală de a evolua, în timp, într-o anumită direcție.[10]

Teoria constructală este propusă ca un prim principiu al explicării în fizică pentru tot ce înseamnă proiect și evoluție în natură. Aceasta susține că forma și structura apar liber pentru a facilita curgerea. Proiectele care apar și evoluează în natură reflectă această tendință: permit entităților să curgă mai ușor, astfel încât, în mod măsurabil, curgerea să fie mai la distanță și mai rapidă pe unitate de energie utilă consumată. Șuvoaiele, de exemplu, se adună și se mișcă împreună, generând pârâuri, râuri și bazine hidrografice puternice, deoarece acest design le permite să se miște mai ușor..

## Manifestări
Teoria constructală acoperă fenomene naturale de organizare, cum ar fi fluxuri arborecente, tuburi și articulații, legi de scalare etc. Urmele de fulgerare străbat cerul generează o structură arborescentă deoarece acesta este o modalitate optimă pentru transferul de electricitate dintr-o zonă (norul) până la un punct (o clopotniță a bisericii sau alt nor). Sistemele circulatorii și nervoase biologice generează o structură asemănătoare copacilor, deoarece și ele transferă curenți dintr-un punct într-o zonă și dintr-o zonă într-un punct.
Deși structurile arborescente sunt un design des întâlnit în natură, acestea sunt doar o manifestare a legii constructale. Într-un exemplu simplu, buștenii ce plutesc pe un lac sau sloiurile de gheață pe mare se orientează perpendicular pe vânt, ceea ce mărește transferul mișcării de la masa de aer în mișcare către volumul de apă. Un exemplu ceva mai complex este reprezentat de dezvoltarea animalelor care au evoluat pentru a muta masele într-un mod mai eficient (pentru a acoperi mai multă distanță pe unitate de energie utilă).
Aceste manifestări includ "caracteristicile" aparente dimensional ale organelor, forma oaselor, ritmul respirației plămânilor și bătăile inimii, cozile, picioarele pentru alergat și aripile pentru zbor. Teoria constructală proclamă că toate aceste modele au apărut - și lucrează împreună - pentru a permite animalelor, precum picăturile de ploaie ce se unesc într-un bazin hidrografic, să se deplaseze mai ușor în mediu. Deoarece ființele umane nu sunt rupte de restul naturii, evoluția lor este guvernată, de asemenea, de teoria constructală.

## Proiectarea evolutivă
Teoria constructală definește direcția temporală a tuturor fenomenelor evolutive. Aceasta presupune că proiectele ar trebui să evolueze în timp, pentru a obține o configurare mai bună, pentru a oferi un acces mai bun fluxurilor care curg prin ele. Se definesc în fizică termeni ce înseamnă să fie "mai bun", mai "potrivit", să "supraviețuiască" și să fii eficient. Nu toate modificările sunt îmbunătățiri, dar cele care se potrivesc sunt cele care îmbunătățesc măsurabil fluxul.
Proiectarea constructală are loc la fiecare scară. Fiecare componentă a unui sistem de flux evolutiv - fiecare pârâu, fiecare copac și fiecare drum - dobândesc un design care evoluează pentru a facilita accesul la flux. Pe măsură ce aceste elemente se reunesc în structuri mai mari și mai largi (în bazine hidrografice, păduri și rețele de transport în evoluție), ierarhia apare astfel încât componentele și canalele multidimensionale să lucreze împreună pentru ca totul să curgă mai ușor. Acest lucru se observă în forma și structura rețelelor neuronale din creier, a alveolelor din plămân, în mărimea și distribuția vegetației în pădure sau a așezărilor umane pe hartă.
La nivel de ansamblu, toate fluxurile care se unesc și se transformă pe cel mai mare sistem care ne înconjoară, Pământul însuși, evoluează pentru a spori fluxul global. De exemplu, copacii și alte forme de vegetație care mișcă umezeala de la sol în aer, sunt componente ale sistemului global mai larg, ce include pădurile, bazinele hidrografice și fenomenele meteorologice, care au tendința de a echilibra toată umiditatea de pe Pământ. Teoria constructală afirmă că fiecare sistem flux este destinat să rămână imperfect. Direcția de evoluție a proiectului este de a distribui imperfecțiunile sistemului, astfel încât fluxul să fie mai ușor în "întregimea" sa (de exemplu: bazinul hidrografic, corpul animal, vehiculul uman).

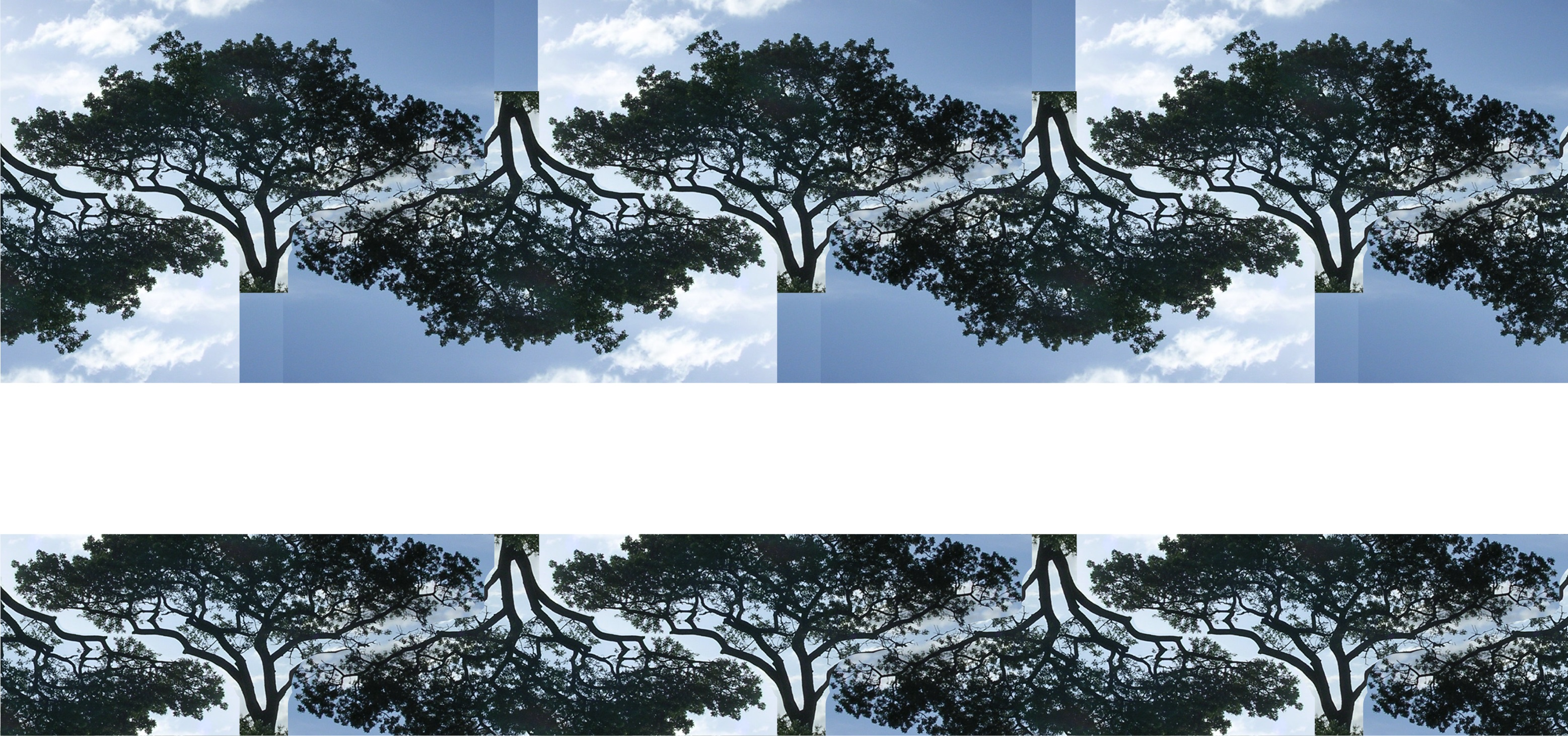
Constructal upside down trees

Evoluția nu se termină niciodată. Stările de optimitate (minim, maxim, optim, static, final, destin) au doar aplicabilitate locală, limitată. Teoria constructală le acoperă pentru că este vorba despre direcția în timp a tuturor fenomenelor de evoluție.
Legea constructală este o lege a fizicii - legea generării și a evoluției unui proiect în natură. Fenomenul natural nu constă în eliminarea, ci distribuția tot mai bună în timp a imperfecțiunii. Distribuția imperfecțiunii generează geometria (forma, structura) sistemului. Astăzi, optimizarea multor sisteme care apar în inginerie, cum ar fi canalele conductive (nervuri și inserții puternic conductive) sau canalele convective sunt inspirate de teoria constructală.
Spre exemplu, în fluxurile punct-arie sau punct-volum, teoria constructală prezice arhitecturile ramurilor, astfel încât fluxurile să prezinte cel puțin două regimuri: unul foarte rezistiv și unul cu rezistivitate redusă. Tendința constructală se manifestă la fiecare scară.
| Aplicație              | Ce curge | Canale/ramificații: Rezistență scăzută                       | Spații interstițiale: Rezistență crescută |
| ---------------------- | -------- | ------------------------------------------------------------ | ----------------------------------------- |
| Pachete în electronică | Căldură  | Inserții de înaltă conductivitate (lame, ace)                | Substrat de conductivitate scăzută        |
| Traficul urban         | Oamenii  | Trafic auto stradal cu rezistență redusă                     | Mersul pe stradă în structuri urbane      |
| Bazinele râurilor      | Apa      | Pârâuri și râuri cu rezistență redusă                        | curgeri Darcy prin medii poroase          |
| Plămâni                | Aer      | Căi de respirație cu rezistență redusă, pasaje bronșice      | difuzie în țesuturile alveolelor          |
| Sistemul circulator    | Sânge    | Vase de sânge cu rezistență redusă, capilare, arterele, vene | difuzia în țesuturile capilare            |

Teoria constructală stă la baza unei teorii unificatoare a evoluției. Acesta susține că fenomenele, atât cele neînsuflețite și cele însuflețite, generează configurații în evoluție pentru a se mișca mai ușor. De asemenea, teoria constructală oferă definiția fizică a vieții, a ceea ce înseamnă să fii viu. Ea afirmă că viața înseamnă flux și transformarea liberă a designului. Dacă fluxurile se opresc, sistemul moare (ajunge în echilibru termodinamic cu mediul său). Teoria constructală este legea fizică a vieții, a designului și a evoluției.

## Bibliografie

## Conferințe
- Constructal law: Thermodynamics and Emotions Symposium 2017 - Adrian Bejan, (The Physics of Life) - Youtube, 1:59:34
- The Physics of Life and Evolution. IAS Distinguished Lecture: Prof Adrian Bejan (16 Mar 2016) - Youtube, 1:28:27
- Design in Nature with Adrian Bejan, (doar audio) - Youtube, 1:26:51
- Life and Evolution, as Physics, 27 april 2017, Durham Castle Lecture Series 2015/16 - Youtube, 1:02:48
- Provost's Lecture: Adrian Bejan on Life and Evolution as Physics - Youtube, 54:39
- The Case for a 'Constructal' Law of Design in Nature - Youtube, 53:37
- Constructal Law & Design and Evolution in Nature - Youtube, 27:55
- Duke Engineering TALKS: Adrian Bejan, PhD - Youtube, 27:10
- TEDxBucharest 2010 - Adrian Bejan - Youtube, 20:40
- How a single principle of physics governs nature and society: Adrian Bejan at TEDxMidAtlantic 2012 - Youtube, 15:13